# Natalia Davidovici
Natalia Davidovici (n. 17 noiembrie 1971, URSS) este o jurnalistă și politiciană rusofonă din Republica Moldova, membră a PAS, care în prezent este deputat în Parlamentul Republicii Moldova. Este de asemenea consilier al președintelui Maia Sandu pe probleme interetnice.

## Controverse
Deși este membră a partidului pro-european PAS, Davidovici a fost criticată de o parte din presa moldovenească pentru unele declarații care au fost considerate proruse și antiromânești (cum ar fi ocupația românească a Basarabiei, susținerea legitimității regimului separatist din Transnistria sau legăturile ei cu politicianul prorus Renato Usatîi).